# Xayphouthong
Xayphouthong là một huyện (muang, mường)  thuộc tỉnh Savannakhet ở hạ   Lào .